# Gaston Laget
Pour les articles homonymes, voir Laget.
Gaston Laget (1889-1955) est un haut fonctionnaire, résistant et médecin
français.

## Biographie
Né à Uzès le 24 mai 1889, il soutient en 1919 une thèse à la Faculté de médecine de Montpellier. Il s’installe en 1925 dans l’arrondissement du Vigan, où il est « connu et fort apprécié ».
Probablement radical-socialiste, il se montre très hostile au régime de Vichy et s’engage dans les Mouvements unis de la Résistance. Se montrant, selon Claude Émerique, « généreux, disponible, pondéré », il fait partie de
l’organisation médicale dirigée et mise en place par Paul Cabouat et Jean Bastide, dont il est le correspondant pour le secteur du Vigan.
C’est son activité au service des maquisards qui justifie sa nomination comme sous-préfet de l’arrondissement du Vigan (contre le futur conseiller général du canton de Lasalle Robert Bompard) par le nouveau préfet du Gard, Don Sauveur Paganelli. Il jouit en outre du soutien des autorités locales et régionales.
Il quitte cependant ses fonctions dès septembre 1945, ayant demandé à être relevé à l’occasion du départ du préfet Paganelli. Il est élevé à l’honorariat le 10 février 1946.
Marié et père de trois enfants, il meurt au Vigan le 1er octobre 1955.